# Рястка піренейська
Рястка піренейська, рястка жовтувата як Ornithogalum flavescens (Ornithogalum pyrenaicum) — вид рослин з родини холодкових (Asparagaceae), поширений на півдні Європи, у Лівії, Марокко, Туреччині.

## Опис
Багаторічна трав'яниста рослина від 25 до 60 см заввишки. Листки вузько-лінійні, 2–3 мм шириною, сизувато-зелені. Листочки оцвітини довгасті, 5–10 мм завдовжки, по спинці жовтуваті, з брудно-зеленою середньою смужкою. 

## Поширення
Поширений на півдні Європи, у Лівії, Марокко, Туреччині.
В Україні вид зростає на степових схилах, луках, полях, уздовж доріг — у Криму, досить зазвичай.